# Phaonia mexala
Phaonia mexala este o specie de muște din genul Phaonia, familia Muscidae. A fost descrisă pentru prima dată de John Otterbein Snyder în anul 1957. Conform Catalogue of Life specia Phaonia mexala nu are subspecii cunoscute.